# Edison Motors
Cet article concerne la société canadienne. Pour Edison Motors, la société coréenne, voir KGM Commercial.
Edison Motors est une jeune entreprise canadienne de fabrication de camions électriques basée en Colombie-Britannique, spécialisée dans la technologie hybride diesel-électrique rechargeable en série pour les tracteurs semi-remorques, camions à essieu rigide de grande taille et les camionnettes lourdes à essieux pleins, combinant une génératrice avec des moteurs d'entraînement électriques et des batteries. L'entreprise a été fondée en octobre 2021 par Eric Little et Chace Barber et est dérivée de SEI Logistics, une société d'innovation en matière d'énergie solaire.
Fondée avec l'idée d'utiliser la technologie diesel-électrique des locomotives de train sur les camions forestiers, où l'ascension des montagnes à vide et la descente à pleine charge permettraient une consommation d'énergie nette nulle, avec une recharge régénérative en descente de l'énergie de la batterie utilisée pour monter, et le couple électrique rendrait inutile un moteur diesel géant. Les générateurs diesel et les grands réservoirs de carburant élimineraient le souci de l’autonomie.

## Histoire
En 2016, les amis de l'université Barber et Little ont décidé de créer une entreprise de camionnage après avoir obtenu leur diplôme et ont acheté « Old Blue », un Kenworth de 1969. Après un certain succès dans la livraison et l'installation de systèmes énergétiques pour des sites éloignés utilisant des génératrices, des panneaux solaires et des batteries, l'entreprise s'est recentrée sur la fourniture de ces systèmes énergétiques. En se rebaptisant SEI Logistics, l'entreprise a développé son premier produit, le panneau solaire à patins. SEI a ensuite développé des tours d'éclairage (en) alimentées à l'énergie solaire. Les deux ont reçu une distribution sous licence via Finning (en).
En novembre 2017, suite à l’annonce du Tesla Semi, SEI a effectué l’une des premières réservations au Canada.
En 2021, suite aux retards continus de Tesla et aux interactions de Barber sur les réseaux sociaux, la réservation du semi-remorque Tesla a été annulée et remplacée par des projets de construction de leur propre camion électrique. Edison Motors est devenue une société enregistrée le 5 octobre 2021 et opérait dans l'arrière-cour des parents de Barbers à Merritt.
En septembre 2022, le premier prototype, Carl, a été dévoilé lors des Hope Brigade Days.
En septembre 2023, le deuxième prototype, Topsy, a été dévoilé lors du salon Everything Electric.
Fin 2023 ou début 2024, suite à l'impossibilité d'obtenir un terrain pour une usine à Merritt, des plans ont été annoncés pour déplacer les opérations dans une ancienne usine de camions Hayes à Terrace . Cependant, ces plans ont été annulés, faute d'avoir pu obtenir un zonage approprié,.
En mai 2024, Edison a organisé un défi et une compétition de construction de kart électrique pour les élèves du secondaire, appelé « Edison Motors High School EV Challenge », avec l'intention d'en faire un événement annuel. 
En avril 2024, les inquiétudes d'Edison ont conduit à une enquête du vérificateur général sur un conflit d'intérêts potentiel avec le programme de subventions CleanBC et son administrateur, MNP LLP (en), qui offre également des conseils en matière de subventions. 
En décembre 2024, a annoncé qu'une nouvelle propriété dans la communauté non constituée en société de Donald près de Golden, en Colombie-Britannique, était en cours d'acquisition avec des plans pour construire un atelier de fabrication et 2 km de piste d'essai. L'achat a été confirmé en janvier 2025.
En février 2025, Edison a annoncé sa couleur de marque personnalisée,    , Edison Blue, code hexadécimal : #042069.

## Prototypes

### Carl
Un camion à nez effilé Kenworth LW 924 bleu de 1962, « Carl », a été converti au diesel-électrique à l'aide d'un générateur diesel Caterpillar 3306, devenant ainsi le premier semi-remorque au monde à fonctionner avec un groupe motopropulseur diesel-électrique, similaire à celui trouvé sur les moteurs de locomotives[réf. nécessaire]. Terminé en septembre 2022, il s'agit du premier prototype d'ingénierie de preuve de concept.

### Topsy

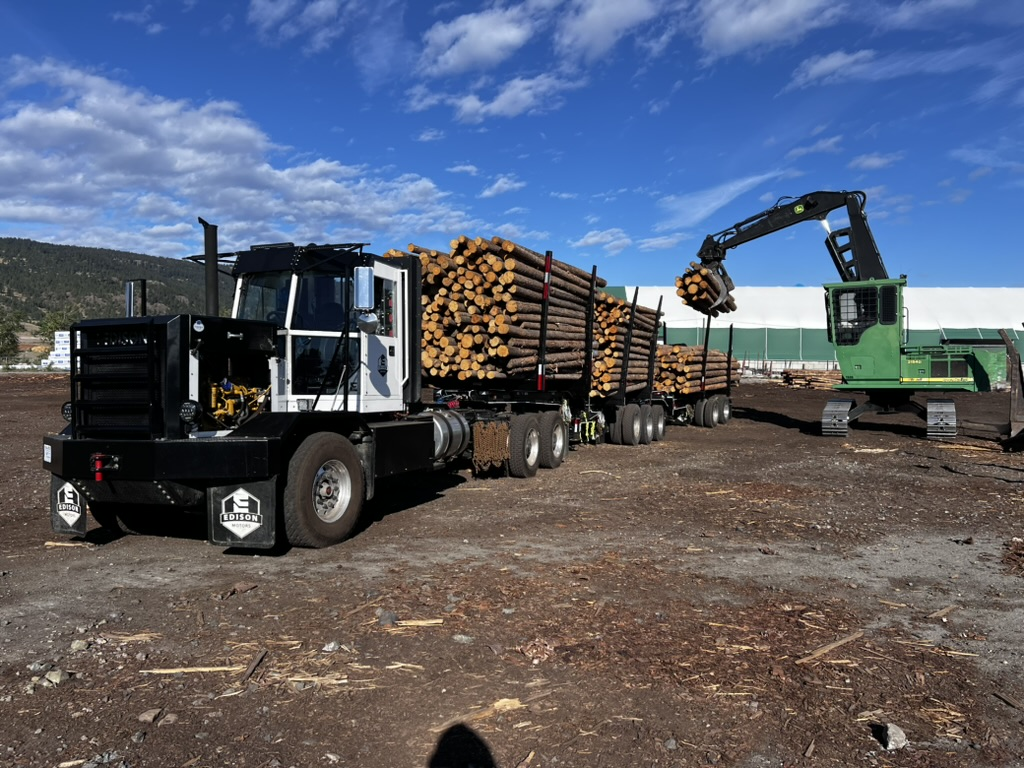
Topsy chargé de 65 000 kg de grumes

Nommé d'après l'éléphant de cirque, « Topsy » est un prototype de production fonctionnel construit sur mesure, à partir du concept frame-on-up. Il démontre la conception anticipée du camion, avec un prototype de transmission de production et tous les composants disponibles dans le commerce, avec des prototypes de rails de châssis. Terminé en septembre 2023.

### Kit pour camionnette
Il existe actuellement cinq prototypes de conversion de camionnettes en cours de développement — une International, une Ford, une Toyota et deux Dodge Ram.
Edison s'est associé à Deboss Garage de Canfield, en Ontario, pour convertir un Dodge Ram 2500 1995 à deux roues motrices en un véhicule à quatre roues motrices avec une transmission diesel-électrique Edison. Autres conversions en cours [Passage à actualiser] sont un Toyota Land Cruiser J70 avec un générateur diesel Cummins de 2,8 L de Deboss; un Ford F450 2007 de Keabray Holdings Ltd. de Drayton Valley, Alberta ; et un Dodge Ram 2021 de Bore LLC d Erie, Colorado. Alors qu'Edison devait convertir un International K5 de 1945, il a depuis été remplacé par un International K8 de 1938 pour sa taille préférentielle.

## Production
La production a commencé en 2024 avec des commandes de clients pour différents types de camions. La première vague de production comprendra cinq camions construits — deux camions tracteurs à treuil pour champs pétrolifères à trois roues motrices, un chasse-neige tandem pour autoroute, un camion à trois roues motrices avec wagon quadruple pour l'exploitation forestière, plus un camion non divulgué. La charrue devrait offrir une efficacité énergétique de 30 % et avoir une réduction de CO2 de 20 tonnes.